# Regiões da Nova Zelândia
A Nova Zelândia está dividida em 16 regiões para a administração de assuntos ambientais e de transportes. Doze regiões são governadas por um conselho regional eleito, enquanto quatro (uma cidade e três distritos) são governadas por Autoridades Territoriais, que também desempenham as funções de um conselho regional, e por isso são conhecidas como autoridades unitárias.

## Localização das regiões
| Regions of New Zealand |    |                   |                  |                  |            |           |            |
| Regions of New Zealand |    | Região            | Sede             | Cidade principal | Área (km²) | População | ISO 3166-2 |
| --- | -- | ----------------- | ---------------- | ---------------- | ---------- | --------- | ---------- |
| Regions of New Zealand | 1  | Northland         | Whangarei        | Whangarei        | 12 498     | 179 100   | NZ-NTL     |
| Regions of New Zealand | 2  | Auckland          | Auckland         | Auckland         | 4 940      | 1 695 900 | NZ-AUK     |
| Regions of New Zealand | 3  | Waikato           | Hamilton         | Hamilton         | 23 900     | 468 800   | NZ-WKO     |
| Regions of New Zealand | 4  | Bay of Plenty     | Whakatane        | Tauranga         | 12 071     | 305 700   | NZ-BOP     |
| Regions of New Zealand | 5  | Gisborne          | Gisborne         | Gisborne         | 8 386      | 49 100    | NZ-GIS     |
| Regions of New Zealand | 6  | Hawke's Bay       | Napier           | Napier           | 14 137     | 165 900   | NZ-HKB     |
| Regions of New Zealand | 7  | Taranaki          | Stratford        | New Plymouth     | 7 254      | 119 600   | NZ-TKI     |
| Regions of New Zealand | 8  | Manawatu-Wanganui | Palmerston North | Palmerston North | 22 221     | 234 500   | NZ-MWT     |
| Regions of New Zealand | 9  | Wellington        | Wellington       | Wellington       | 8 049      | 521 500   | NZ-WGN     |
| Regions of New Zealand | 10 | Tasman (1)        | Richmond         | Richmond         | 9 616      | 52 100    | NZ-TAS     |
| Regions of New Zealand | 11 | Nelson (1)        | Nelson           | Nelson           | 424        | 51 900    | NZ-NSN     |
| Regions of New Zealand | 12 | Marlborough (1)   | Blenheim         | Blenheim         | 10 458     | 46 600    | NZ-MBH     |
| Regions of New Zealand | 13 | West Coast        | Greymouth        | Greymouth        | 23 244     | 32 600    | NZ-WTC     |
| Regions of New Zealand | 14 | Canterbury        | Christchurch     | Christchurch     | 44 508     | 624 000   | NZ-CAN     |
| Regions of New Zealand | 15 | Otago             | Dunedin          | Dunedin          | 31 209     | 229 200   | NZ-OTA     |
| Regions of New Zealand | 16 | Southland         | Invercargill     | Invercargill     | 31 195     | 99 100    | NZ-STL     |
| (1) Estas regiões são Autoridades Unitárias (2) Estimativa em 30 de junho de 2008 - Estatísticas da Nova Zelândia em www.stats.govt.nz |    |                   |                  |                  |            |           |            |